# Réthy Mihály
Réthy Mihály (Szikszay; Debrecen, 1810. június 21. – Budapest, 1875. május 29.) magyar színész.

## Élete
Kezdetben katona, később pap szeretett volna lenni, azonban 1834-ben a színészi pálya mellett döntött és Debrecenben kezdte karrierjét. Dolgozott jegyszedőként, világosítóként, és több különböző szerepben is láthatta a közönség. 1835–36-ban Arany Jánossal közösen lépett színpadra. 1837-ben Kassán, 1838-ban Miskolcon szerepelt még Szikszay Mihály név alatt. 1840-ben kardalos és ügyelő lett a Pesti Magyar Színházban, ahol 1843-ig dolgozott. Ekkor egy véletlennek köszönhetően Nagy Ignác Tisztújítás című darabjában Aranyos Mihályt alakította, s később is több paraszt-szerepet játszott. Tóth Ede az ő alakjára írta A falu rossza Gonosz Pistáját. 1859 őszén nézeteltérés támadt közte és a színház vezetése között, emiatt egy évre eltávozott. 1860-tól egészen haláláig volt a Nemzeti Színház tagja.
Sírja a Kerepesi úti temetőben 34/1-2-31 található, és 2004-től védett.

## Főbb szerepei
- Szigligeti Ede: Két pisztoly – Piros Pesta
- Szigligeti Ede: Czigány – Kurta, Zsiga cigány
- Szigeti József: Vén bakancsos.. – Mihály
- Nagy Ignác: Tisztújítás – Aranyos Mihály
- Vahot Imre: Farsangi iskola – Gödry
- Tóth Kálmán: Nők az alkotmányban – Barbócs
- Shakespeare: Szentivánéji álom – Ösztövér
- Szigligeti Ede: Liliomfi – Kátai kocsmáros
- Szigligeti Ede: Csikós – Andris
- Eötvös József: Éljen az egyenlőség – kortes
- Szigeti József: A csizmadia mint kísértet – Sas István
- Eötvös József: A nemesek hadnagya – Kovács Pál